# Мерджан (риба)
Мерджанът (Pagellus erythrinus) е вид бодлоперка от семейство Sparidae. Видът не е застрашен от изчезване.

## Разпространение и местообитание
Разпространен е в Албания, Алжир, Хърватия, Босна и Херцеговина, България, Великобритания, Гамбия, Гвинея-Бисау, Гибралтар, Гърция, Дания, Египет, Екваториална Гвинея, Западна Сахара, Израел, Ирландия, Испания, Италия, Кабо Верде, Кипър, Кот д'Ивоар, Либия, Ливан, Мавритания, Малта, Мароко, Монако, Норвегия, Португалия, Сенегал, Сирия, Словения, Тунис, Турция, Украйна, Франция, Хърватия, Черна гора и Швеция.
Обитава океани и морета. Среща се на дълбочина от 2 до 134 m, при температура на водата от 7,1 до 20,2 °C и соленост 34,6 — 38,1 ‰.

## Описание
На дължина достигат до 60 cm, а теглото им е не повече от 3240 g.